# 플랫폼 (자동차)
플랫폼, 또는 자동차 플랫폼은 서스펜션과 엔진과 변속기 등의 파워트레인의 배치, 중량 배분과 무게 중심 등 차량의 핵심요소를 구성하는 구조물이다. 플랫폼 공유는 차량의 개발 비용을 절감하고, 보다 효율적인 과정을 갖출 수 있다는 장점이 있다. 그러나 각 모델을 차별화할 능력을 제한하고, 고유한 특성을 잃어버릴 수 있다는 단점이 있다. 

## 역사
최초의 플랫폼 공유는 1908년 미국의 제너럴 모터스에서 이루어졌고, 이후 크라이슬러와 포드 등 다른 회사들에서도 플랫폼 공유를 하기 시작하였다. 초기에는 이전에 개발된 차량의 차대를 이후에 출시되는 차량에 적용하는 식으로 공유하였다. 예로, 폭스바겐 비틀의 차대는 후에 출시된 폭스바겐 타입 2와 폭스바겐 카르만 기아에도 사용되었다. 이후 1970년대 포드의 폭스 플랫폼, 1980년대 크라이슬러의 K 플랫폼과 같이 여러 모델이 공유할 수 있는 범용적인 플랫폼들이 등장하기 시작하였다. 2000년대 이후에는 일본 자동차 회사들의 경우, 렉서스 ES와 토요타 캠리의 관계처럼 보급형 럭셔리 모델이 주류 라인업에 기반을 두는 식으로 플랫폼을 공유하고 있다. 또한, 닛산 FM 플랫폼을 공유하는 스카이라인과 페어레이디 Z, 폭스바겐 A 플랫폼을 공유하는 폭스바겐 골프와 아우디 TT의 관계처럼, 플랫폼의 공통성과 차량의 외관이나 성격의 유사성이 다르기도 하다.

## 종류
- 현대자동차그룹
  - 현대 Y-플랫폼
  - 현대 N-플랫폼
  - 현대 E-GMP

- 토요타 자동차
  - 토요타 뉴 글로벌 아키텍처

- 폭스바겐 그룹
  - 폭스바겐 MQB

- 르노-닛산 얼라이언스
  - 르노-닛산 CMF

- 그루프 PSA
  - PSA EMP1 플랫폼
  - PSA EMP2 플랫폼

## 같이 보기
- 섀시